# Alliance démocratique (Portugal, 2024)
Pour les articles homonymes, voir Alliance démocratique.
 (mars 2024).
La mise en forme du texte ne suit pas les recommandations de Wikipédia : il faut le « wikifier ».
Les points d'amélioration suivants sont les cas les plus fréquents :
- Les titres sont pré-formatés par le logiciel. Ils ne sont ni en capitales, ni en gras.
- Le texte ne doit pas être écrit en capitales (les noms de famille non plus), ni en gras, ni en italique, ni en « petit »…
- Le gras n'est utilisé que pour surligner le titre de l'article dans l'introduction, une seule fois.
- L'italique est rarement utilisé : mots en langue étrangère, titres d'œuvres, noms de bateaux, etc.
- Les citations ne sont pas en italique mais en corps de texte normal. Elles sont entourées par des guillemets français : « et ».
- Les listes à puces sont à éviter, des paragraphes rédigés étant largement préférés. Les tableaux sont à réserver à la présentation de données structurées (résultats, etc.).
- Les appels de note de bas de page (petits chiffres en exposant, introduits par l'outil «  Source ») sont à placer entre la fin de phrase et le point final[comme ça].
- Les liens internes (vers d'autres articles de Wikipédia) sont à choisir avec parcimonie. Créez des liens vers des articles approfondissant le sujet. Les termes génériques sans rapport avec le sujet sont à éviter, ainsi que les répétitions de liens vers un même terme.
- Les liens externes sont à placer uniquement dans une section « Liens externes », à la fin de l'article. Ces liens sont à choisir avec parcimonie suivant les règles définies. Si un lien sert de source à l'article, son insertion dans le texte est à faire par les notes de bas de page.
- La présentation des références doit suivre les conventions bibliographiques. Il est recommandé d'utiliser les modèles {{Ouvrage}}, {{Chapitre}}, {{Article}}, {{Lien web}} et/ou {{Bibliographie}}. Le mode d'édition visuel peut mettre en forme automatiquement les références.
- Insérer une infobox (cadre d'informations à droite) n'est pas obligatoire pour parachever la mise en page.

Pour une aide détaillée, merci de consulter Aide:Wikification.
Si vous pensez que ces points ont été résolus, vous pouvez retirer ce bandeau et améliorer la mise en forme d'un autre article.
L'Alliance démocratique (en portugais : Aliança Democrática ; abrégé en AD), officiellement AD - Alliance démocratique, est une coalition politique de centre-droit portugaise formée par le Parti social-démocrate (PPD/PSD), le CDS – Parti populaire (CDS-PP), le Parti populaire monarchiste (PPM) et des personnalités indépendantes,. Ses fondateurs sont Luís Montenegro, Nuno Melo et Gonçalo da Câmara Pereira, ainsi que plusieurs personnalités indépendantes.

## L'histoire

### Précédentes tentatives
La première alliance démocratique a été conclue entre 1979 et 1983 entre Francisco Sá Carneiro, Diogo Freitas do Amaral et Gonçalo Ribeiro Telles. La coalition a pris fin en 1983 et depuis lors, il y a eu des tentatives successives de reformer la coalition.
En 1985, en prévision des élections présidentielles de l'année suivante, "l'esprit de l'AD" est réactivé pour soutenir la candidature de Freitas do Amaral, sans le soutien du Mouvement réformateur, qui perd au second tour de justesse.
Lors des élections législatives de 2022, le PSD, le CDS-PP et le PPM ont relancé cette coalition uniquement dans la circonscription des Açores.

### L'Alliance démocratique de Luís Montenegro, Nuno Melo et Gonçalo Câmara Pereira
La coalition a été rétablie le 21 décembre 2023, couvrant les élections législatives de 2024, les élections régionales de 2024 aux Açores et les élections européennes de 2024, et conformément aux accords locaux pour les élections municipales de 2025. Cette réédition de l'AD inclut, en plus des trois partis de base, une plateforme d'indépendants, comme le note le communiqué commun mettant en place la coalition. L'utilisation du nom Alliance démocratique a été contestée par le PPM qui a dénoncé les conditions dans lesquelles il a été invité à participer, mais le 3 janvier 2024, le PPM a accepté les propositions et a rejoint la coalition, laissant ainsi les 3 partis fondateurs dans la coalition actuelle.
Dans le cadre des élections législatives de 2024, l'Alliance démocratique se présente dans toutes les circonscriptions du Portugal continental, la circonscription des Açores et les circonscriptions d'émigration (Europe et Hors Europe), à l'exclusion de la circonscription de Madère, dans laquelle il n'y aura qu'une coalition entre le PPD/PSD et le CDS-PP (Madère d'abord).

## Organisation

### Partis constituants
| Parti politique                                        | Abréviation | Leader                 | Idéologie              | Échiquier politique |
| ------------------------------------------------------ | ----------- | ---------------------- | ---------------------- | ------------------- |
| Parti social-démocrate Partido Social Democrata        | PPD/PSD     | Luís Montenegro        | Conservatisme libéral  | Centre-droit        |
| Parti social-démocrate Partido Social Democrata        | PPD/PSD     | Luís Montenegro        | Libéralisme économique | Centre-droit        |
| CDS – Parti populaire CDS – Partido Popular            | CDS-PP      | Nuno Melo              | Démocratie chrétienne  | Droite              |
| CDS – Parti populaire CDS – Partido Popular            | CDS-PP      | Nuno Melo              | Conservatisme          | Droite              |
| CDS – Parti populaire CDS – Partido Popular            | CDS-PP      | Nuno Melo              | Libéralisme économique | Droite              |
| Parti populaire monarchiste Partido Popular Monárquico | PPM         | Gonçalo Câmara Pereira | Monarchisme            | Droite              |
| Parti populaire monarchiste Partido Popular Monárquico | PPM         | Gonçalo Câmara Pereira | Conservatisme          | Droite              |
| Parti populaire monarchiste Partido Popular Monárquico | PPM         | Gonçalo Câmara Pereira | Démocratie chrétienne  | Droite              |

## Résultats des élections

### Élections législatives
| Année | Chef de file    | Voix      | %     | Sièges   | Rang | Gouvernement | Élus                   |
| ----- | --------------- | --------- | ----- | -------- | ---- | ------------ | ---------------------- |
| 2024  | Luís Montenegro | 1 867 442 | 30,15 | 80 / 230 | 1er  | XXIVe        | 78 PPD/PSD et 2 CDS-PP |

### Élections européennes
| Année | Voix      | %    | Sièges | Tête de liste     | Rang | Groupe |
| ----- | --------- | ---- | ------ | ----------------- | ---- | ------ |
| 2024  | 1 228 484 | 31,1 | 7 / 21 | Sebastião Bugalho | 2e   | PPE    |

### Élections régionales

#### Région autonome des Açores
| Année | Voix   | %    | Sièges  | Rang | Statut                          |
| ----- | ------ | ---- | ------- | ---- | ------------------------------- |
| 2024  | 48 668 | 42,1 | 26 / 57 | 1re  | Gouvernement minoritaire (XIVe) |